# Maison française d'Oxford
Pour les articles homonymes, voir La Maison française.
 (juillet 2016).
La Maison française d’Oxford (MFO) est un centre de recherche scientifique français en sciences humaines et sociales intégré au Réseau des instituts français de recherche à l'étranger (IFRE) du Ministère des Affaires étrangères. 
Sous la tutelle de la Chancellerie des universités de Paris et de l’université d’Oxford, elle travaille à l'intégration de la recherche française en sciences humaines et sociales à une échelle internationale et en particulier anglophone.
Devenue, depuis 1999, un laboratoire de recherche de l'Institut des sciences de l'homme et de la société (INSHS) du CNRS, elle développe des programmes scientifiques en partenariat avec le milieu universitaire d'Oxford et du reste de la Grande-Bretagne.

## Origine et contexte historique
L'idée d'implanter une présence française au cœur du monde universitaire britannique remonte au moins au début du XXe siècle. Elle a été portée en particulier par les membres du French Club, qui existait alors à l'Université d'Oxford et réunissait la communauté francophile étudiante.
Il a cependant fallu attendre les circonstances favorables des années qui suivirent la Seconde Guerre mondiale pour que cette nouvelle institution voit le jour. Le soutien que le Royaume-Uni avait accordé à la France libre ayant suscité l'envie de resserrer les liens de part et d'autre de la Manche, sur le plan culturel et scientifique. 
C'est grâce aux initiatives de l'archéologue Claude Schaeffer, qu'un embryon de cette nouvelle institution vit le jour à la rentrée 1946 avec, à sa tête, l'universitaire Henri Fluchère, spécialiste de Shakespeare. Le premier directeur de la Maison, nommé en 1965, sous l'égide d'André Malraux  fut l'historien, François Bédarida en poste jusqu'en 1971.

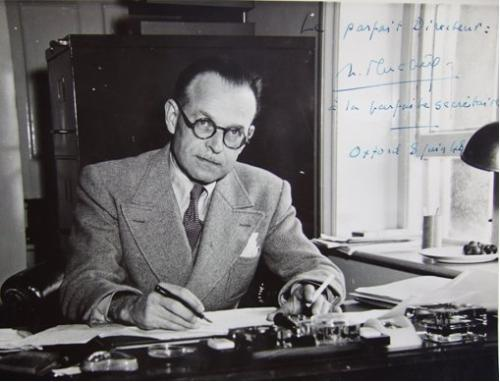
Henri Fluchère, premier directeur de la Maison Française

Le nom de « Maison Française » fut choisi en référence aux pavillons de la Cité internationale universitaire de Paris, ouverte en 1925 dans un même contexte d'idéal pacifique.

## Missions et vocation
Les statuts de la Maison Française, tels qu'ils sont définis par le décret de l'Université d'Oxford qui avait entériné sa création, en date du 22 octobre 1946, écartaient l'idée d'en faire un établissement d'enseignement à part entière. Il ne s'agissait donc ni d'un collège universitaire, ni même d'une antenne de l'Alliance française.
La Maison Française devait constituer une institution originale, destinée à promouvoir les échanges académiques et scientifiques, et plus largement culturels, sous la responsabilité partagée du Ministère des affaires étrangères français, de l'Université de Paris et de celle d'Oxford.
Ainsi, en plus de la création d'une bibliothèque dotée d'un fonds conséquent, on institua des cycles de conférences et de débats, où des personnalités des lettres et des sciences françaises - comme Albert Camus, François Mauriac,  André Gide, Maurice Merleau-Ponty ou Jacques Lacan -, vinrent exposer leurs travaux et échanger avec leurs homologues britanniques.
Dans le souci également de promouvoir le rayonnement culturel sous tous ses aspects, la Maison Française organisa dès l'origine des expositions, des concerts, des représentations théâtrales et des séances de cinéma.
Depuis les années 1980 d'importantes réorientations ont eu lieu. En effet, dans la mesure où les médias donnant accès aux productions du continent se sont démultipliés, et où d'autres institutions tant à Londres qu'à Oxford même concourent à la diffusion de la langue et de la civilisation françaises, les activités relevant davantage de l'action d'un centre culturel sont quelque peu passées au second plan. 
Actuellement, les missions de la Maison Française portent donc surtout sur la coopération académique et le développement des travaux de recherche. Cette évolution a clairement été marquée par l'installation, en 1999, d'une unité de recherche du CNRS au sein de la MFO. En 2015-2016, celle-ci regroupe six chercheurs, intégrés dans des programmes d'études en littérature, en histoire, en sciences politiques et relations internationales, en théorie du droit et anthropologie juridique ou encore d'études classiques.
La Maison Française accueille également des chercheurs « juniors », du master 2 au post-doctorat, dans le cadre de programmes de bourses et d'échanges, et veille à leur intégration à la fois au laboratoire CNRS et à l'Université d'Oxford. À cette fin, elle est partenaire de différentes institutions universitaires françaises pour accueillir des étudiants et des chercheurs.

## Activités scientifiques
La Maison Française héberge une équipe de chercheurs de l'INSHS du CNRS, qui s'intègrent à l'Université d'Oxford pour mener leurs recherches personnelles, mais aussi et surtout pour organiser en collaboration des programmes scientifiques interdisciplinaires et des événements de recherche, qui peuvent consister en une conférence autour d'un invité, en des journées d'étude ou ateliers, ou en des colloques internationaux de plusieurs jours en rapport avec ses objectifs de recherche.

### Axes de recherches

#### Études classiques
La Maison Française d'Oxford a lancé depuis le 1er septembre 2006 un nouveau programme de recherches intitulé « Études classiques ». Ce programme manifeste les liens étroits qui l’unissent avec la faculté de Classics de l'Université d'Oxford, mais aussi avec d'autres centres de recherche européens, afin de bâtir un réel réseau, non seulement avec les IFRE, mais aussi avec d'autres centres de recherche appartenant à diverses universités européennes. 

#### Modernités
L’axe de recherche « Modernités » s’attache à étudier la construction des modernités européennes, dans toutes leurs manifestations culturelles. Plusieurs directions de travail permettent de réfléchir à la constitution de ce qu’on a appelé la première modernité, entre Renaissance et Lumières. Les dimensions littéraire, politique, philosophique et religieuse font l’objet de recherches interdisciplinaires, qui peuvent s’étendre à des phénomènes de modernité à d’autres périodes. Les liens entre l’Antiquité et la culture de la première modernité sont aussi examinés, en littérature comme en philosophie.

#### Nation et mondialisation
Cet axe de recherche a notamment privilégié un programme  pluridisciplinaire relatif à l’analyse des élites. D’un point de vue politologique, il concerne l’analyse comparative des représentants politiques au sein des démocraties européennes et d’autre part celle de la symbolique, appréhendée notamment du point de vue des rituels politiques. Dans une perspective davantage sociologique, il ambitionne de favoriser le développement d’études comparatives autour de la question de la distinction élitiste, y compris avec le concours d’historiens ou d’anthropologues susceptibles d’introduire, pertinemment, des dimensions temporelles et culturelles.
L’objectif visé a été, et demeure, d’organiser régulièrement des manifestations autour de ces thèmes : de la journée d’études, incluant principalement doctorants et jeunes chercheurs, à des conférences internationales de plus grande envergure. Ces réunions débouchent en principe sur des publications dans des revues de premier plan. L'intention est de renforcer les liens entre universitaires/chercheurs d’Oxford (et plus largement basés en Grande-Bretagne) et leurs homologues français, sans oublier les pensionnaires de la Maison Française intéressés par cette thématique. Il a régulièrement obtenu le soutien du Department of Politics and International Relations et de divers collèges de l'Université d'Oxford ainsi que celui du Oxford - Sciences Po Research Group (OxPo).

#### Humanités numériques
L’axe de recherche consacré aux humanités numériques a été créé en janvier 2010 après une série d’initiatives exploratoires qui ont mobilisé en 2008 et 2009 des acteurs européens ou internationaux en collaboration avec l’Oxford Internet Institute, l’Oxford e-Research Centre, le Département de philosophie et la Bodleian Library.
Son objectif est de réfléchir aux modalités d’utilisation d’Internet pour les sciences humaines ; d’expérimenter de nouvelles manières de publier et de structurer l’information scientifique ; d’organiser la collaboration entre chercheurs à l’aide du nouveau medium numérique.

#### Littérature française entre modernité et post-modernité
Cet axe lancé en 2010 offre un cadre aux recherches menées avec la MFO par des chercheurs d’Oxford et de France sur la période allant du romantisme à nos jours. Les invitations d’écrivains, de cinéastes et d’artistes s’inscrivent dans ce cadre, ainsi que les visites de chercheurs français du domaine. Ce programme est amené à se développer dans les années à venir.

## Ressources

### Bibliothèque
La Maison Française accueille dans ses locaux un centre d'étude, d'information et de documentation consacré à la culture et à la société française. Ses collections sont composées de 43 000 ouvrages, d'une cinquantaine de périodiques, ainsi que d'une vidéothèque regroupant plus de 1000 films français. Son catalogue est relié à celui de l'Université d'Oxford.

### Ressources en ligne
Afin de favoriser l’accès aux travaux et aux événements organisés au sein de la Maison Française,  une grande partie des interventions sont enregistrées et directement accessibles via son site en ligne sous forme de podcasts ou de comptes rendus.

## Sources
- Fluchère Marie-Louise, La Maison Française à Oxford il y a 50 ans, Besson et Tissier, 1996
- Vercoutter, Jean, « Notice sur la vie et les travaux de Claude Schaeffer-Forrer, membre de l'Académie », Comptes rendus des séances de l'Académie des inscriptions et belles-lettres, 1989, vol. 133, n° 1, p. 178-188
- Catto, Jeremy (s.d.), The History of the University of Oxford, Oxford University Press, 1994.
- Archives de la Maison Française d'Oxford (Rapports d'activités et dossier d'archives Schaeffer notamment)